# Pompeio Appio Faustino
Pompeio Appio Faustino (latino: Pompeius Appius Faustinus; fl. 300-301) è stato un politico romano di età imperiale.
Faustino discendeva probabilmente da una famiglia africana. Vir clarissimus, fu pretore urbano e poi corrector ("governatore") della Campania nel periodo in cui Costanzo Cloro fu cesare (293-300).
Dal 1º marzo 300 al 301 fu praefectus urbi di Roma.